# FSK Sex
FSK Sex (Langtitel: FSK Sex – Grenzenlose Lust) ist eine Filmreihe des Privatsenders Tele 5, die Erotikfilme überwiegend in der unzensierten Filmfassung präsentiert. Seit der vierten Staffel 2020 moderiert sie Saralisa Volm, die die Filme und deren Rahmenbedingungen vor Beginn vorstellt.

## Sendekonzept
Im Rahmen der Reihe werden Filme vorgestellt, die einen mehr oder weniger anspruchsvollen explizit erotischen Inhalt zeigen. Mit dabei sind moderne Skandalfilme wie Shortbus und im Genre als Klassiker geltende Filme wie Die Geschichte der O. Pro Sendetermin werden zwei Filme präsentiert und näher beleuchtet, bisweilen gefolgt von einer zusätzlichen Dokumentation.
Bis einschließlich Staffel 3 wurden die Filme hintereinander abgespielt. Seit Staffel 4 führt Saralisa Volm durch die Sendung. Von ihr werden Informationen zu Schauspielern, Regisseuren sowie andere Fakten rund um die Filme aufbereitet. In Staffel 5 gab auch Sexualtherapeutin Jana Welch Fakten und Anekdoten preis. Staffel 1 stand unter dem Zeichen der gekauften Liebe (Prostitution), Staffel 2 bezog sich überwiegend auf Hypersexualität.
Zu den ersten beiden Staffeln wurden während der eigentlichen Filme Einspieler gezeigt. In Staffel 1 erschienen vier Einspieler unter dem Thementitel FSK Sex Stories – Staffel 1: Gekaufte Lust, in Staffel 2 ebenfalls vier unter dem Namen FSK Sex Stories – Staffel 2: Grenzenlose Lust.
Staffel 1 wurde donnerstags ausgestrahlt, die Staffeln 2–4 freitags, Staffel 5–6 mit jeweils einer Episode Samstag spätabends und einer weiteren Sonntag nachts.

## Sendedaten

### Staffel 1
| Nr. (gesamt) | Nr. (Staffel) | Film                 | Erscheinungs- jahr | Ausstrahlungstermin |
| ------------ | ------------- | -------------------- | ------------------ | ------------------- |
| 1            | 1             | Streng               | 2013               | 16. November 2017   |
| 2            | 2             | Die Geschichte der O | 1975               | 16. November 2017   |

### Staffel 2
| Nr. (gesamt) | Nr. (Staffel) | Film                                 | Erscheinungs- jahr | Ausstrahlungstermin |
| ------------ | ------------- | ------------------------------------ | ------------------ | ------------------- |
| 3            | 1             | Bruna Surfistinha                    | 2011               | 28. September 2018  |
| 4            | 2             | Shortbus                             | 2006               | 29. September 2018  |
| 5            | 3             | Lie with Me – Liebe mich             | 2005               | 5. Oktober 2018     |
| 6            | 4             | Y Tu Mamá También – Lust for Life    | 2001               | 5. Oktober 2018     |
| 7            | 5             | Melissa P. – Mit geschlossenen Augen | 2005               | 12. Oktober 2018    |
| 8            | 6             | Q – Sexual Desire                    | 2011               | 13. Oktober 2018    |
| 9            | 7             | Die Träumer                          | 2003               | 19. Oktober 2018    |
| 10           | 8             | Tagebuch einer Nymphomanin           | 2008               | 20. Oktober 2018    |

### Staffel 3
Im Gegensatz zu allen vorherigen Staffeln wurde am Staffelauftakt drei Filme gezeigt.
| Nr. (gesamt) | Nr. (Staffel) | Film                                    | Erscheinungs- jahr | Ausstrahlungstermin |
| ------------ | ------------- | --------------------------------------- | ------------------ | ------------------- |
| 11           | 1             | Bliss – Erotische Versuchungen          | 2002               | 12. Juli 2019       |
| 12           | 2             | Hotel Desire                            | 2011               | 12. Juli 2019       |
| 13           | 3             | La Cicciolina – Göttliche Skandalnudel  | 2016               | 12. Juli 2019       |
| 14           | 4             | Eine Nacht in Rom                       | 2010               | 19. Juli 2019       |
| 15           | 5             | Luftschlösser                           | 2009               | 19. Juli 2019       |
| 16           | 6             | Emmanuelle 2 – Garten der Liebe         | 1975               | 26. Juli 2019       |
| 17           | 7             | Sweet Desire – Süßes Verlangen          | 2010               | 26. Juli 2019       |
| 18           | 8             | Quartett D’Amour – Liebe, wen du willst | 2010               | 2. August 2019      |
| 19           | 9             | Gefallene Engel – Heimliche Spiele 3    | 2008               | 2. August 2019      |

### Staffel 4
| Nr. (gesamt) | Nr. (Staffel) | Film                                          | Erscheinungs- jahr | Ausstrahlungstermin |
| ------------ | ------------- | --------------------------------------------- | ------------------ | ------------------- |
| 20           | 1             | Cherry – Dunkle Geheimnisse                   | 2012               | 13. März 2020       |
| 21           | 2             | Studentin, 19, sucht...                       | 2010               | 13. März 2020       |
| 22           | 3             | Lust als Geschäft                             | 2020               | 14. März 2020       |
| 23           | 4             | Geheimes Verlangen – Mein Leben als Pornostar | 2003               | 20. März 2020       |
| 24           | 5             | Bruna Surfistinha                             | 2011               | 21. März 2020       |
| 25           | 6             | Lust im Netz                                  | 2020               | 21. März 2020       |
| 26           | 7             | Das bessere Leben                             | 2011               | 27. März 2020       |
| 27           | 8             | Sleeping Beauty                               | 2011               | 27. März 2020       |
| 28           | 9             | Boy Culture – Sex Pays. Love costs            | 2006               | 3. April 2020       |
| 29           | 10            | Haus der Sünde                                | 2011               | 3. April 2020       |

### Staffel 5
| Nr. (gesamt) | Nr. (Staffel) | Film                                | Erscheinungs- jahr | Ausstrahlungstermin |
| ------------ | ------------- | ----------------------------------- | ------------------ | ------------------- |
| 30           | 1             | Wildes Verlangen – Pleasure or Pain | 2013               | 27. Februar 2021    |
| 31           | 2             | Eine unmoralische Frau              | 1992               | 28. Februar 2021    |
| 32           | 3             | Below Her Mouth                     | 2016               | 6. März 2021        |
| 33           | 4             | White Lily                          | 2016               | 6. März 2021        |
| 34           | 5             | Tagebuch einer Nymphomanin          | 2008               | 13. März 2021       |
| 35           | 6             | Love                                | 2015               | 14. März 2021       |
| 36           | 7             | Hotel Desire                        | 2011               | 20. März 2021       |
| 37           | 8             | Bedways                             | 2010               | 20. März 2021       |

### Staffel 6
| Nr. (gesamt) | Nr. (Staffel) | Film                                  | Erscheinungs- jahr | Ausstrahlungstermin |
| ------------ | ------------- | ------------------------------------- | ------------------ | ------------------- |
| 38           | 1             | Lucia und der Sex                     | 2001               | 4. September 2021   |
| 39           | 2             | Teuflische Engel – Heimliche Spiele 2 | 2006               | 5. September 2021   |
| 40           | 3             | Im Bett                               | 2005               | 11. September 2021  |
| 41           | 4             | Tokio Dekadenz                        | 2006               | 12. September 2021  |
| 42           | 5             | O – Sexuelles Verlangen               | 2017               | 18. September 2021  |
| 43           | 6             | Im Reich der Sinne                    | 1976               | 19. September 2021  |
| 44           | 7             | Bound – Gefangen im Netz der Begierde | 2015               | 25. September 2021  |
| 45           | 8             | Wilde Orchidee                        | 1989               | 26. September 2021  |

Legende
_ Wiederholung im Rahmen der Reihe 00_ Dokumentation

### DokumentationenLust als GeschäftundLust im Netz
Zur Sendereihe der vierten Staffel gehörten mit Lust als Geschäft und Lust im Netz auch zwei gut halbstündige Dokumentationen.
In der Dokumentation Lust als Geschäft steht die Sexworkerin Josefa Nereus im Mittelpunkt der Handlung. Seit 2013 bietet sie gegen Entgelt sexuelle Dienstleistungen an, da sie ihr bisheriges Sexleben als nicht ausreichend bewertete. Es wird dem Zuschauer Einblicke in das alltägliche Berufsleben gewährt. Dazu erfährt der Zuschauer, wie ein solches Sextreffen abläuft und welche Voraussetzungen erfüllt werden müssen.
In der zweiten Dokumentation Lust im Netz lernt der Zuschauer den Beruf des Webcam-Models näher kennen. Durch die Dokumentation führt Saralisa Volm, Hanna Secret erklärt, wie sie selbst zu dem Beruf fand und was es für sie bedeutet, ein Camgirl zu sein.

## Quoten
Da es sich bei Tele 5 um einen kleinen Sender handelt, werden nur selten Quoten veröffentlicht. Die vierte Staffel erreichte gute Quoten: Boy Culture – Sex Pays. Love costs erreichte solide 1,1 Prozent beim Gesamtpublikum, Haus der Sünde konnte mit 2,9 Prozent beim Gesamtpublikum hervorragende Werte erzielen.